# Dingli bang
Dingli bang är ett musikalbum med Jan Eggum. Albumet släpptes 1997 av skivbolaget Grappa.

## Låtlista
1. "På'an igjen" – 4:49
2. "Du kjenner ikkje meg" – 3:57
3. "Den rette" – 3:46
4. "E det bare vinen" – 5:22
5. "Lise" – 3:51
6. "Spenningen er borte" – 4:00
7. "Ti år" – 3:40
8. "Nesten den samme" – 4:22
9. "Fangenskap" – 5:03
10. "Hjemløs" – 4:34

- Alla låtar skrivna av Jan Eggum.

## Medverkande
Musiker
- Jan Eggum – sång, gitarr, piano
- Kyrre Fritzner – orgel, synthesizer, gitarr, keyboard, körsång
- Locomotives:
  - Kåre Vestrheim – gitarr, keyboard
  - Hans Jørgen Støp – gitarr, munspel
  - Georg Buljo – gitar, basgitarr
  - Thomas Tofte – basgitarr
- Tom Steinar Lund – gitarr, synthesizer
- Anders Engen – trummor, percussion, gitarr
- Frank Hammersland, Ketil Pedersen – bakgrundssång

Produktion
- Kyrre Fritzner – musikproducent
- Yngve Sætre – ljudtekniker, ljudmix
- Henrikke Helland, Jan Roberg – tekniker
- Marvin Halleraker – omslagskonst
- Autografene AS – omslagsdesign